# Hydrocotyloideae
Hydrocotyloideae (hidrokotiloidi), potporodica brestanjevki, red Apiales (Celerolike). Postoje dva priznata roda a ime je dobia po rodu ljepušak ili vodeni pupakčić (Hydrocotyle).

## Povijest
Kao što je opisao Carl Georg Oscar Drude, potporodica štitarki Hydrocotyloideae predstavljala je veliku zapreku u rješavanju filogenije reda Apiales. Prethodne studije sugerirale su njegovu polifiliju, ali nisu imale dovoljno uzoraka da bi se u potpunosti riješio problem. Kako bi se stalo na kraj zastarjelom konceptu Hydrocotyloideae, istraženi su položaji 40 od 42 roda koji su nekada bili stavljeni u potporodicu, koristeći opsežno uzorkovanje taksona u cijelom redu. Molekularne filogenije konstruirane su pomoću plastidnih sekvenci introna rpl16 i trnD-trnT regija i otkrile su najmanje šest hidrokotiloidnih loza raspršenih u porodicama Apiaceae i Araliaceae. Najspecifičniji od ovih kladusa odgovara nedavno podignutoj podporodici Azorelloideae. Druga loza uključuje rodove grupirane u Mackinlayoideae, gdje su odnosi dobro razjašnjeni. Platysace se čini parafiletskim u odnosu na Homalosciadium, a njihov položaj je dobro podržan kao bazalna loza u Apiaceae. Tipski rod, Hydrocotyle, pripada poduprtom kladusu u Araliaceae. Smještanje Hermasa kao sestre kladusu koji se sastoji od Apiaceae podporodica Apioideae i Saniculoideae, i Choritaenia kao sestre Lichtensteinia u kladu s afinitetima prema Apioideae i Saniculoideae, dovodi u pitanje opseg dviju potporodica. Konačno, podaci o plastidima sugeriraju da su mnogi bivši hidrokotiloidni rodovi nemonofiletni (npr. Azorella, Schizeilema i Eremocharis) i da su im hitno potrebna dodatna filogenetska i taksonomska istraživanja.

## Rodovi
1. Hydrocotyle L.
2. Trachymene Rudge